# Dead end
Dead end er en dansk kortfilm fra 2006, der er instrueret af Tom Vilhelm Jensen.

## Handling
Denne artikel mangler et handlingsreferat. Hjælp os med at skrive det.